# Dot Allison
Pour les articles homonymes, voir Allison.
Dorothy Elliot Allison, née le 17 août 1969  à Édimbourg, est une chanteuse et auteure-compositrice écossaise.
Elle s'est essentiellement illustrée dans le milieu de la musique électronique, notamment en tant que leadeuse du groupe One Dove dans le début des années 1990. Elle est l'épouse du compositeur de musiques de films Christian Henson et ils vivent à Edimbourg.

## Carrière
Allison a publié son premier album Afterglow en 1999, qui a reçu un accueil critique plutôt positif. Après cet album orienté pop, elle a sorti We Are Science en 2002, album d'électro et de house music. En 2007, est paru Exaltation of Larks, puis Room Seven And A Half en septembre 2009. Ce dernier album comprend une apparition de Paul Weller sur le titre "Love's Got Me Crazy". Il contient aussi une collaboration avec Pete Doherty qui chante et co-signe les chansons "I Wanna Break your Heart" et "Portrait Of The Sun". De son côté Dot Allison chante en duo avec Doherty sur le titre "Sheepskin Tearaway" qui figure sur l'album de Doherty Grace/Wastelands, paru la même année.
Stylistiquement, sa musique est décrite comme "trip-pop", et est très inspirée de la musique électronique britannique de la fin des années 1980 et au début des années 1990[citation nécessaire].
Son groupe de tournée comprend des membres de The Fall, Tindersticks, The Bad Seeds, Massive Attack et Tokyo Windbag.
Elle chante sur le titre "Without Discord" sur la bande originale de la série Henry 8: L'Esprit d'un Tyran (diffusée sur Channel 4), écrit par Philip Sheppard; sur la bande originale du film Triangle, réalisé par Chris Smith (le film a été présenté en ouverture du London Film Festival en 2009) ; sur la bande originale du film "Black Death", interprété par Sean Bean, sorti en mai 2010 ; sur la bande originale du film The Devil's Double, interprété par Dominic Cooper, sorti en 2011.
Sa chanson "Message Personnel", single extraite de l'album Afterglow, a été utilisée dans le quatrième épisode de la sixième saison de la sitcom Ideal.
Plus récemment, Allison a écrit le titre "Ember", utilisé en novembre 2012 dans l'épisode 7 de Fresh Meat (diffusée sur Channel 4) conjointement au titre de Graham Coxon "Implodium Implodes".
En plus de sa carrière solo, Allison s'est illustrée par des collaborations avec Death in Vegas, Scott Walker, Massive Attack, Paul Weller, Hal David, Arab Strap, Mick Harvey, Pascal Gabriel, Kevin Shields, Pete Doherty, Xenomania et Gary Mounfield.

## Discographie

### Avec le groupe One Dove
- Morning Dove White (1993)

### Solo

#### Albums
- Afterglow (1999)
- We Are Science (2002) produit by Dot Allison, Keith Tenniswood and Dave Fridman
- Acoustic (2003). Sortie limitée de 200 copies, distribué aux concerts de Massive Attack en 2003[1].
- Beneath the Ivy (2006) maxi de 3 chansons produit par Tim Simenon
- Exaltation of Larks (2007) produit par Kramer
- Room 7½ (2009) - Produit par Rob Ellis et Dot Allison
- Acoustic 2 (2009) Sortie limitée, distribué uniquement aux concerts de Dot Allison.
- Pioneers 1 - Dot Alliso (2012)
- Heart-Shaped Scars (2021)
- Consciousology (2023)

#### Albums de remixes
- Saint Etienne - How We Used To Live (2000)
- Ruby - Beefheart  (2001)

#### Maxis (EP)
- Strung Out (2002)
- Sampler (2002)
- Beneath the Ivy (2006)
- Cry (2010)

#### Collaborations
- "Triangle (Original Motion Picture Soundtrack)" Composé by Christian Henson (2009)
- "Henry VIII: Mind of a Tyrant (Soundtrack from the TV Series) [feat. Alamire, Fretwork & Dot Allison]", album par Philip Sheppard (2009)
- "Soused" * Un album collaboratif experimental entre le groupe de metal Sunn O))) et le chanteur Scott Walker (2014)

#### Singles
- "Tomorrow Never Comes" / "I Wanna Feel The Chill" (1999)
- "Mo' Pop" (1999) UK #81[2]
- "Colour Me" (1999)
- "Message Personnel" (1999)
- "Close Your Eyes" (1999)
- "Substance" (2002) #79
- "Strung Out" (2002) #67[3]
- "Visions" (Slam featuring Dot Allison) #93

### Apparitions comme chanteuse ou auteure-compositrice
- "Sweet Surrender" sur l'album "Sing a Song for You - A Tribute to Tim Buckley" écrit par Tim Buckley (2000)
- "Aftersun" Co-écrit et interprété avec Massive Attack sur leur album pour le film Unleashed aussi appelé Danny The Dog (2005)
- "Dirge" Co-écrit et chanté par Dot Allison sur l'album The Contino Sessions de Death in Vegas (1999)
- "Diving Horses" Co-écrit et chanté par Dot Allison sur l'album Scorpio Rising de Death in Vegas (2002)
- "Visions" Co-écrit avec Slam sur l'album Alien Radio (2002)
- "Kill The Pain" Co-écrit avec Slam sur l'album Year Zero (2005)
- "Don't Let The Sun Go Down On Your Grievances" écrit par Daniel Johnston et interprété par Dot Allison sur l'album "I Killed the Monster" (2005)
- "We Medicate" Co-écrit avec Slam sur l'album Human Response (2007)
- "Sell Me Back My Soul" Co-écrit avec King of Woolworths sur l'album L'Illustration Musicale
- "Nothing at All" par Radioactive Man, chanté par Dot Allison (2008)
- "Sheepskin Tearaway", duo écrit avec Pete Doherty (2009)
- "Love's Got Me Crazy" écrit par Dot Allison et Paul Weller (2009)
- "Call Of The Wild" For Florrie. Écrit par Dot Allison, Brian Higgins & Xenomania
- "Heart-Shaped Tears" Écrit par Dot Allison & Paul Statham pour l'album "Dark Flowers" (2012).
- "Escapology" Écrit par Dot Allison & Darren Emerson of Underworld sur l'album "Irvine Welsh's Ecstasy (Original Soundtrack to the Motion Picture)" (2012)
- "Bull" par Scott Walker + Sunn O))), avec Dot Allison aux chœurs. Figure sur l'album Soused (2014)